# 1073
| 1073               |
| ------------------ |
| Dødsfald - Fødsler |
|                    |

| Gregoriansk kalender | 1073 MLXXIII            |
| Ab urbe condita      | 1826                    |
| Armensk kalender     | 522 ԹՎ ՇԻԲ              |
| Kinesiske kalender   | 3769 – 3770 壬子 – 癸丑 |
| Etiopisk kalender    | 1065 – 1066             |
| Jødisk kalender      | 4833 – 4834             |
| Hindukalendere       |                         |
| - Vikram Samvat      | 1128 – 1129             |
| - Shaka Samvat       | 995 – 996               |
| - Kali Yuga          | 4174 – 4175             |
| Iransk kalender      | 451 – 452               |
| Islamisk kalender    | 465 – 466               |

Konge i Danmark: Svend 2. Estridsen 1047-1074
Se også 1073 (tal)

## Født
- Magnus Barfod